# E, moj čovječe
E, moj čovječe je peti samostalni album hrvatskog glazbenika Jasmina Stavrosa koji je izašao 1993. u izdanju diskografske kuće Orfeja. Album je pop žanra.

## Popis pjesama
1. E, moj čovječe
2. Još me bole pjesme stare
3. Ljuta guja (duet s Thompsonom)
4. Šuti, šuti sad gitaro
5. Dinari
6. Pijane noći
7. Jidri mi se, jidri
8. Hej, živote
9. U ime svih ljubavi
10. Kada odu i zadnji svirači

Uspješnica s ovog albuma je pjesma E, moj čovječe.

## Vanjske poveznice
- Diskografija
- CroArt